# GeoLITE
GeoLITE (Geosynchronous Lightweight Technology Experiment, auch bekannt als NROL-17 und USA-158) war ein experimenteller US-amerikanischer Kommunikationssatellit, der vom National Reconnaissance Office (NRO) betrieben wurde.

## Technik

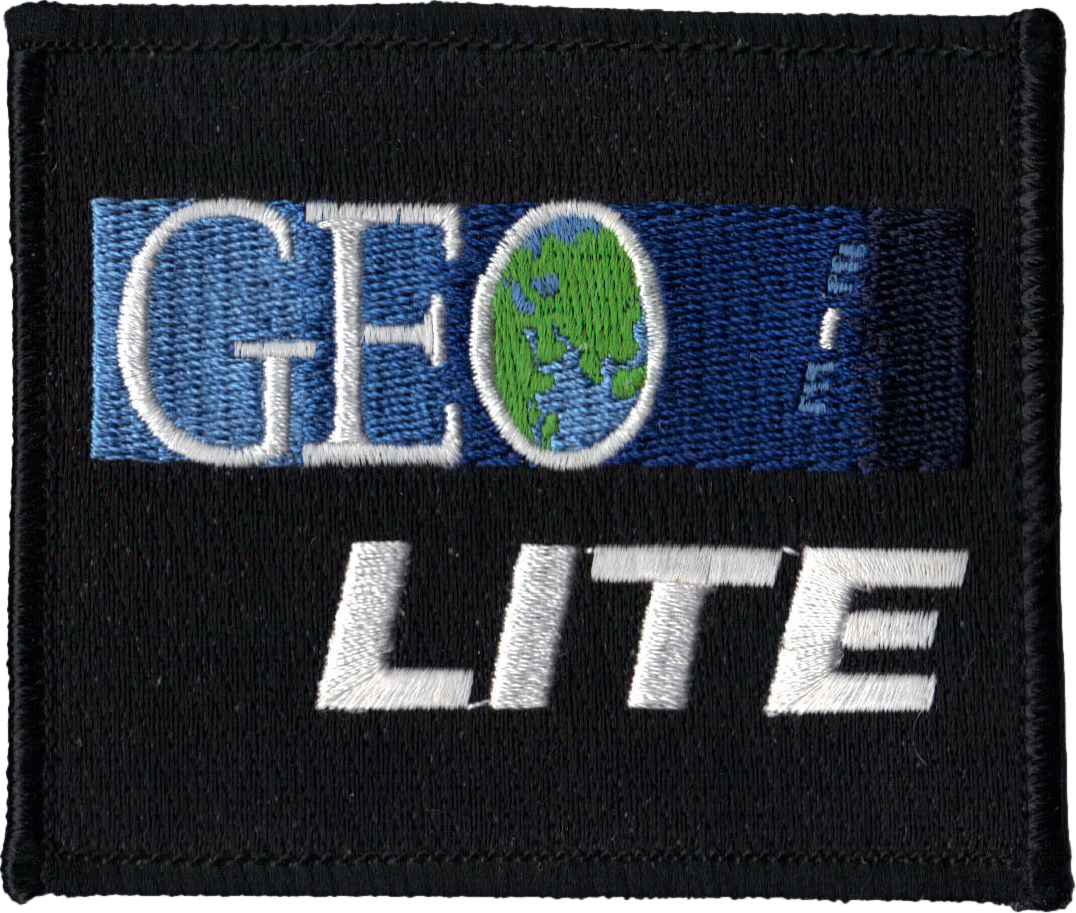
Logo der NROL-17-Mission

GeoLITE war der erste Satellit, der auf dem Satellitenbus T-310 von TRW basierte, einer neuen, leichten und hochstabilen Plattform, die für verschiedene Missionen geeignet ist. Der Satellit wurde innerhalb von 3,5 Jahren entwickelt und gebaut. TRW war für die Systemintegration von GeoLITE verantwortlich, einschließlich der Entwicklung und Vorbereitung des Satelliten. Das größte Experiment an Bord war das LSSER, welches Kommunikation im Laser- und UHF-Bereich testete.
Die LSSER-Kommunikationsexperimente bestanden aus:
- GeoLITE Laster Terminal (GLT): Lieferte dem NRO Informationen über geosynchrone Orbit-Orbit-Kommunikation unter verschiedenen atmosphärischen Bedingungen. Es half dabei, Modelle und Systeme zu verfeinern, um Kosten, Risiken und Zeitplan für zukünftige Lasercom-Systeme zu reduzieren.
- GLOM-Radiometer-Nutzlast: Zur Messung der Intensitätsschwankungen und Polarisation der von der Erde zum GeoLITE-Satelliten übertragenen Laserstrahlen.

Die UHF-Nutzlast war Teil der Intelligenz-Datenverteilung von IBS-S (Integrated Broadcast Service - Simplex), die die ältere Militärsatellitenkommunikation (MILSATCOM) ersetzte. Andere IPS-S-Nutzlasten wurden für verschiedene Missionen geflogen, um geostationäre und polare Abdeckung bereitzustellen.

## Geschichte
Der Satellit wurde 1997 bei TRW bestellt und am 18. Mai 2001 an Bord einer Delta-II-Trägerrakete vom Cape Canaveral in einen geostationären Transferorbit gestartet. Kurz darauf erreichte er eine geostationäre Umlaufbahn.
Inzwischen ist er außer Betrieb und befindet sich in einem Friedhofsorbit.